# Brachygluta elegans
Brachygluta elegans är en skalbaggsart som först beskrevs av Brendel 1890.  Brachygluta elegans ingår i släktet Brachygluta och familjen kortvingar. Inga underarter finns listade i Catalogue of Life.